# Draghkar
Een Draghkar is een wezen uit de boekencyclus Het Rad des Tijds van de schrijver Robert Jordan.
De Draghkar is in tegenstelling tot de trollok en de myrddraal niet een echt "vechtend" wezen dit mede door zijn veel te dunne handen en armen. Maar toch is de Draghkar een gevaarlijke tegenstander zijn wapen is een soort van lied waarmee hij zijn prooi naar zich toelokt. Dit gebeurt meestal 's nachts doordat zijn uiterlijk dan niet opvalt, hij ziet er dan uit als een lange man met een soort van zwarte jas aan, eigenlijk zijn dit zijn vleugels die hij om zichzelf heen vouwt. zijn huid is net zoals van de Myrddraal lijkbleek en zijn gezicht is ingevallen en heeft meer een scheur als mond met daarin lange van het bloed druipende tanden. 
Wanneer de Draghkar zijn slachtoffer eenmaal heeft gelokt zuigt hij de volledige ziel uit zijn slachtoffer door een soort van "kus" te geven. Slachtoffers vertonen geen wond wanneer ze zo sterven maar zijn meteen ijskoud. Het liefst wordt niemand gered wanneer de Draghkar eenmaal is begonnen dit omdat er dan een stuk van je ziel verdwenen is.